# Žemaitija nationalpark
Žemaitija nationalpark er en af fem nationalparker i Litauen. Parken blev oprettet i 1991. Den ligger på Žemaičių højland, 45 km fra Østersøen. Parkens areal er 217,20 km². Søerne udgør mere end 7% af parkens areal. Plateliai sø på 12,05 km² og 47 m dybde er den største. Byen Plateliai, der ligger på bredden af søen, er hjemsted for parkens administration og et populært turistmål.

## Billeder fra Žemaitija nationalpark
- Mikytu landsbykapel
- Mikytu bakkens udsigtstårn
- Vandreblok i Žemaitija nationalpark
- Udsigt i parken
- Hus nær Plungė